# Lázaro Álvarez
Lázaro Álvarez Estrada (28 gennaio 1991) è un pugile cubano, della categoria dei pesi gallo.

## Carriera dilettantistica
Lázaro Álvarez ha partecipato a due edizioni dei giochi olimpici (Londra 2012 e Rio de Janeiro 2016), tre dei campionati del mondo (Baku 2011, Almaty 2013 e Doha 2015), e due edizioni dei giochi panamericani (Guadalajara 2011 e Toronto 2015).
Per via dei risultati conseguiti nel 2011 è stato nominato miglior atleta esordiente cubano per l'anno 2011.

### Principali incontri disputati
Statistiche aggiornate al 13 agosto 2016. 
| Evento                            | Edizione            | Categoria        | Trentaduesimi                        | Sedicesimi                       | Ottavi                                      | Quarti                                           | Semifinale                             | Finale                                        | Pos. | Note  |
| --------------------------------- | ------------------- | ---------------- | ------------------------------------ | -------------------------------- | ------------------------------------------- | ------------------------------------------------ | -------------------------------------- | --------------------------------------------- | ---- | ----- |
| Olimpiadi                         | Londra 2012         | Gallo (-56 kg)   | N.D.                                 | Bye                              | Joseph Diaz Junior ( Stati Uniti) V 21-15   | Robenilson Vieira ( Brasile) V 16-11             | John Joe Nevin ( Irlanda) P 14-19      | non qualificato                               |      | [ 2 ] |
| Olimpiadi                         | Rio de Janeiro 2016 | Leggeri (-60 kg) | N.D.                                 | Bye                              | Carmine Tommasone ( Italia) V 3-0           | Carlos Balderas ( Stati Uniti) V 3-0             | Robson Conceição ( Brasile) P 0-3      | non qualificato                               |      |       |
| Mondiali                          | Baku 2011           | Gallo (-56 kg)   | Robenilson Vieira ( Brasile) V 18-13 | Denis Makarov ( Germania) V 13-8 | Vittorio Jahyn Parrinello ( Italia) V 13-11 | Joseph Diaz Junior ( USA) V 19-10                | Anvar Yunusov ( Tagikistan) V 18-13    | Luke Campbell ( Inghilterra) V 14-10          |      | [ 3 ] |
| Mondiali                          | Almaty 2013         | Leggeri (-60 kg) | Bye                                  | Joseph Cordina ( Galles) V 3-0   | Fazliddin Gaibnazarov ( Uzbekistan) V 3-0   | Sailom Adi ( Thailandia) V 3-0                   | Berik Äbdiraxmanov ( Kazakistan) V 2-1 | Robson Conceição ( Brasile) V 3-0             |      |       |
| Mondiali                          | Doha 2015           | Leggeri (-60 kg) | N.D.                                 | Bye                              | Pachanya Longchin ( Thailandia) V 3-0       | Tymur Beliak ( Ucraina) V 3-0                    | Elnur Abduraimov ( Uzbekistan) V 3-0   | Albert Selimov ( Azerbaigian) V KO            |      |       |
| Giochi panamericani               | Guadalajara 2011    | Gallo (-56 kg)   | N.D.                                 | N.D.                             | Bye                                         | Luis Salazar ( Rep. Dominicana) V 18-5           | Angel Rodriguez ( Venezuela) V 17-7    | Óscar Valdez Fierro ( Messico) V 19-15        |      | [ 4 ] |
| Giochi panamericani               | Toronto 2015        | Leggeri (-60 kg) | N.D.                                 | N.D.                             | Bye                                         | Elvis Rodriguez Mendoza ( Rep. Dominicana) V 3-0 | Kevin Luna ( Guatemala) V 17-7         | Lindolfo Delgado ( Messico) V 3-0             |      |       |
| Giochi panamericani               | Lima 2019           | Leggeri (-60 kg) | N.D.                                 | N.D.                             | Bye                                         | Bye                                              | Leodan Pezo ( Perù) V RSC              | Leonel de los Santos ( Rep. Dominicana) V 3-2 |      |       |
| Giochi centramericani e caraibici | Veracruz 2014       | Leggeri (-60 kg) | N.D.                                 | N.D.                             | Jaime Muñoz ( Panama)                       | Faider Luis Hernandez ( Colombia) V 3-0          | Jose Diaz ( Venezuela) V 3-0           | Lindolfo Delgado ( Messico) V 3-0             |      | [ 5 ] |